# تشوي مين سيك
تشوي مین سيك (هانغل: 최민식) ممثل كوري جنوبي ولد يوم 27 نيسان/أبريل 1962 في سول.

## حياته
ولد تشوي في 27 نيسان/أبريل 1962 في حي جونغنو، سول، كوريا الجنوبية. في الصف الثالث الابتدائي، تم تشخيص إصابته بمرض السل وقيل له إنه لا يمكن علاجه. ومع ذلك، فهو يدعي أنه استعاد صحته بعد أن أمضى شهرًا في معبد بوذي في الجبال.
أثناء سنته الثالثة في مدرسة دايل الثانوية في سول، بدأ تشوي العمل كطالب بحث في شركة مسرحية. تأثر الشاب تشوي بشدة بأفلام ها جيل جونغ وكان يطمح في البداية إلى أن يصبح مخرجًا. بعد تخرجه من المدرسة الثانوية، التحق تشوي بقسم المسرح والسينما في جامعة دونكوك في عام 1982. وفي النهاية قام بتغيير مسار حياته المهنية ليصبح ممثلًا أثناء دراسته تحت إشراف البروفيسور آهن مين-سو، الذي كان معجبًا به منذ فترة طويلة.

## الأعمال

### أفلام
| السنة | الفيلم                      | الدور                 |      |                 |               |
| ----- | --------------------------- | --------------------- | ---- | --------------- | ------------- |
| السنة | الفيلم                      | الدور                 | 1998 | العائلة الهادئة | كانغ تشانغ جو |
| 1999  | شيري                        | بارك مو يونغ          |      |                 |               |
| 1999  | نهاية سعيدة                 | سيو مين كي            |      |                 |               |
| 2003  | الفتى العجوز                | أوه داي سو            |      |                 |               |
| 2004  | تايغوكغي                    | القائد الكوري الشمالي |      |                 |               |
| 2005  | سيدة الانتقام               | بيك هان سانغ          |      |                 |               |
| 2010  | رأيت الشيطان                | جانغ كيونغ تشول       |      |                 |               |
| 2011  | ديزي دجاجة في البرية        | المتشرد               |      |                 |               |
| 2013  | عالم جديد                   | كانغ هيونغ تشول       |      |                 |               |
| 2014  | لوسي                        | السيد جانغ            |      |                 |               |
| 2014  | الأدميرال: التيارات الهادرة | إي سن شن              |      |                 |               |
| 2015  | النمر: حكاية صياد قديم      | تشون مان دوك          |      |                 |               |
| 2017  | العمدة                      | بيون جونغ كو          |      |                 |               |
| 2024  | إكسهوما                     | كيم سانغ دوك          |      |                 |               |

### مسلسلات
| السنة | العنوان | الدور |      |        |            |
| ----- | ------- | ----- | ---- | ------ | ---------- |
| السنة | العنوان | الدور | 2022 | كازينو | تشا مو سيك |

## روابط خارجية
- تشوي مين سيك على موقع IMDb (الإنجليزية)
- تشوي مين سيك على موقع ميتاكريتيك (الإنجليزية)
- تشوي مين سيك على موقع روتن توميتوز (الإنجليزية)
- تشوي مين سيك على موقع قاعدة بيانات الأفلام العربية
- تشوي مين سيك على موقع ألو سيني (الفرنسية)
- تشوي مين سيك على موقع ميوزك برينز (الإنجليزية)
- تشوي مين سيك على موقع أول موفي (الإنجليزية)
- تشوي مين سيك على موقع قاعدة بيانات الأفلام السويدية (السويدية)
- تشوي مين سيك على موقع قاعدة بيانات الفيلم (الإنجليزية)
- تشوي مين سيك على موقع ليتربوكسد (الإنجليزية)